# تبدیل وارون فوریه
تبدیل وارون فوریه (به انگلیسی: Fourier inversion theorem) در ریاضیات بیان می‌کند که برای بسیاری از انواع توابع، می‌توان یک تابع را از تبدیل فوریه آن بازیابی کرد. به صورت شهودی، می‌توان این موضوع را به این بیانیه دید که اگر ما همه اطلاعات فرکانس و فاز را دربارهٔ یک موج بدانیم سپس می‌توان «موج اصلی» را به صورت دقیق بازسازی کرد.
این قضیه می‌گوید اگر تابعی به صورت {\displaystyle f:\mathbb {R} \to \mathbb {C} } داشته باشیم که شرایط معینی را برآورده سازد، و از این قرارداد برای تبدیل فوریه استفاده کنیم که
{\displaystyle ({\mathcal {F}}f)(\xi ):=\int _{\mathbb {R} }e^{-2\pi iy\cdot \xi }\,f(y)\,dy,}
سپس
{\displaystyle f(x)=\int _{\mathbb {R} }e^{2\pi ix\cdot \xi }\,({\mathcal {F}}f)(\xi )\,d\xi .}
به زبان دیگر، این قضیه بیان می‌کند که
{\displaystyle f(x)=\iint _{\mathbb {R} ^{2}}e^{2\pi i(x-y)\cdot \xi }\,f(y)\,dy\,d\xi .}
به این معادله نهایی قضیه انتگرال فوریه گفته می‌شود.
روش دیگر بیان قضیه آن است که اگر {\displaystyle R} عملگر فلیپ باشد یعنی {\displaystyle (Rf)(x):=f(-x)}، سپس
{\displaystyle {\mathcal {F}}^{-1}={\mathcal {F}}R=R{\mathcal {F}}.}
این قضیه در صورتی برقرار است که هم {\displaystyle f} و هم تبدیل فوریه آن به صورت مطلق انتگرال‌پذیر باشد (در مفهوم لبگ آن) و اینکه {\displaystyle f} در نقطه {\displaystyle x} پیوسته باشد. با این حال، حتی تحت شرابط کلی‌تر هم، نسخه‌هایی از قضیه وارون فوریه برقرار هستند. در این حالات انتگرال‌های بالا ممکن است در یک مفهوم معمول همگرا نشوند.